# Orthoporus luchilicolens
Orthoporus luchilicolens är en mångfotingart som beskrevs av Chamberlin 1938. Orthoporus luchilicolens ingår i släktet Orthoporus och familjen Spirostreptidae. Inga underarter finns listade i Catalogue of Life.